# Alfreð Gíslason
Alfreð Gíslason (Akureyri, 7 settembre 1959) è un ex pallamanista e allenatore di pallamano islandese, commissario tecnico della nazionale di pallamano maschile della Germania.

## Palmarès

### Giocatore

#### Competizioni nazionali
- Coppa d'Islanda: 2

Knattspyrnufélag: 1981-82
Akureyri: 1994-95
- Handball-Bundesliga: 2

Essen: 1985-86, 1986-87
- Coppa di Germania: 1

Essen: 1987-88
- Coppa del Re: 1

Bidasoa Irun: 1990-91

#### Individuale
- Sportivo isalndese dell'anno 1989

### Allenatore

#### Competizioni nazionali
- Campionato islandese: 1

Akureyri: 1996-97
- Coppa d'Islanda: 2

Akureyri: 1994-95, 1995-96
- Coppa di lega islandese: 1

Akureyri: 1995-96
- Handball-Bundesliga: 7

Magdeburgo: 2000-01
Kiel: 2008-09, 2009-10, 2011-12, 2012-13, 2013-14, 2014-15
- Coppa di Germania: 6

Kiel: 2008-09, 2010-11, 2011-12, 2012-13, 2016-17, 2018-19
- Supercoppa tedesca: 6

Magdeburgo: 2001
Kiel: 2008, 2011, 2012, 2014, 2015

#### Competizioni internazionali
- EHF Champions League: 3

Magdeburgo: 2001-02
Kiel: 2009-10, 2011-12
- EHF Cup: 2

Magdeburgo: 2000-01
Kiel: 2018-19
- EHF Champions Trophy: 2

Magdeburgo: 2001, 2002
- IHF Super Globe: 1

Kiel: 2011

#### Individuale
- Allenatore dell'anno in Bundesliga: 2001, 2009, 2011, 2012, 2013
- Miglior allenatore della stagione: 2001-02, 2008-09, 2011-12, 2014-15, 2018-19
- Allenatore islandese dell'anno: 2012